# Nagykanizsai Sörgyár Rt.
A Nagykanizsai Sörgyár Rt. magyarországi sörgyár. Sörfőzőüzeme a Zala vármegyei Nagykanizsán működött 1892 és 1999 között.

## Története
A gyárat 1892-ben alapították kanizsai üzletemberek, Gelsei Guttmann Vilmos indítványára, Kanizsa Serfőzde Részvénytársaság néven. A gyárhoz malátagyárat is építettek, a vállalat induló tőkéje 500 000 forint volt. Az épületeket Konecsny és Nedelnik proszniczi építészmérnökök tervezték, a belső berendezést a Ringhofer cég szállította. Az első néhány évben cseh és morva munkások dolgoztak a gyárban, akik betanították a helyi munkaerőt. A sörfőzde 1895. február 5-én kezdte meg tényleges működését. Néhány év elteltével a vállalatnak – a magyarországiak mellett – már kocsmái voltak Fiuméban, Triesztben, Splitben, és Pólában is. Nevét 1911-ben Királyi Sörfőzde Részvénytársaságra változtatta. A trianoni békeszerződés miatt korábbi piacainak nagy részét elveszítette, ezért áthidaló megoldásként sertéshizlaldát és kenyérgyárat létesített. 1928-ban a Dreher-Haggenmacher Első Magyar Részvény Serfőzde Rt. vásárolta meg a gyárat. A budapesti székhelyű cég 1933-ban leállíttatta a sör- és malátagyártást nagykanizsai gyárában. 1941-ben azonban ismét felújították és üzembehelyezték a gyártóegységeket, és 120 munkással ismét beindult a sörgyártás a városban.
1948. március 25-én a Király Sörfőzde Részvénytársaságot államosították. 1949 májusában valamennyi részvénytársaság formájában működő  sörgyárat átszervezték. Ekkor Magyarországon három különböző sörgyár alakult meg. A volt Király Serfőzde Rt-t is a Kőbányai Sörgyárak Nemzeti Vállalat keretébe sorolták be.
A sörgyártás felújítására irányuló  kísérletekkkel 1949 végén felhagytak. A  sörgyárat leszerelték és a sörlerakatot átközltöztették Nagyakanizsa Ady utca 25. szám alá.  Néhány évvel később, 1954. október 13-án, a Minisztertanács határozatot hozott a sörgyár és a malátagyár újjáépítéséről. A vállalat neve ekkor lett Nagykanizsai Sörgyár.  Igazgatónak Gömöry Jánost nevezte ki az Élelmiszeripari Minisztérium.
majd 1994-ben a Fienierr B.V., a South African Brewery Holland leányvállalata megvásárolta, majd 1997-ben beolvasztotta a másik magyarországi sörgyárába, a Dreher Rt.-be.
Ezután 1999-ben leállították a termelést a nagykanizsai gyárban. A telep silóit azóta főleg búza és árpa tárolására használják, továbbá kisebb vállalkozások bérelnek itt műhelyeket.

## A sörgyár termékei
- Sirály Világos - kereskedelmi forgalomba nem is került szinte, vendéglátók forgalmazták
- Kinizsi Világos - erős sör
- Platán Világos - lágy sör
- Balatoni Világos - gyenge minőségű "népi sör"
- Kanizsai Világos - 5%-os pasztőrözött világos sör
- Göcseji - barna sör
- Paracelsus - barna sör (22 B°)
- Korona - felerősített Balatoni Világos május 1-jére
- Vezér - extra barna sör
- Helikon - világos sör
- Zalai Speciál - világos sör
- Házi sör - Nem volt kapható kereskedelmi forgalomban, úgynevezett "sörtikett"-re lehetett kapni, és literes kiszerelésű volt

## A gyár vezetői
- Metzger István - 1941 - ? [1]
- Gömöry János - 1954 - 1980. március 31. (26 évig)
- Beleki József - 1980. április 1. - ? [1]>